# SEAT 800
El SEAT 800 es la versión con carrocería de cuatro puertas del SEAT 600, un automóvil producido por el fabricante español SEAT bajo licencia de Fiat. El SEAT 800 no tenía homólogo italiano, ya que no existió ningún Fiat 600 con este tipo de carrocería. Su carrocería es 180 mm más larga que la del 600 normal y las motorizaciones son las mismas que las del 600.

## Historia

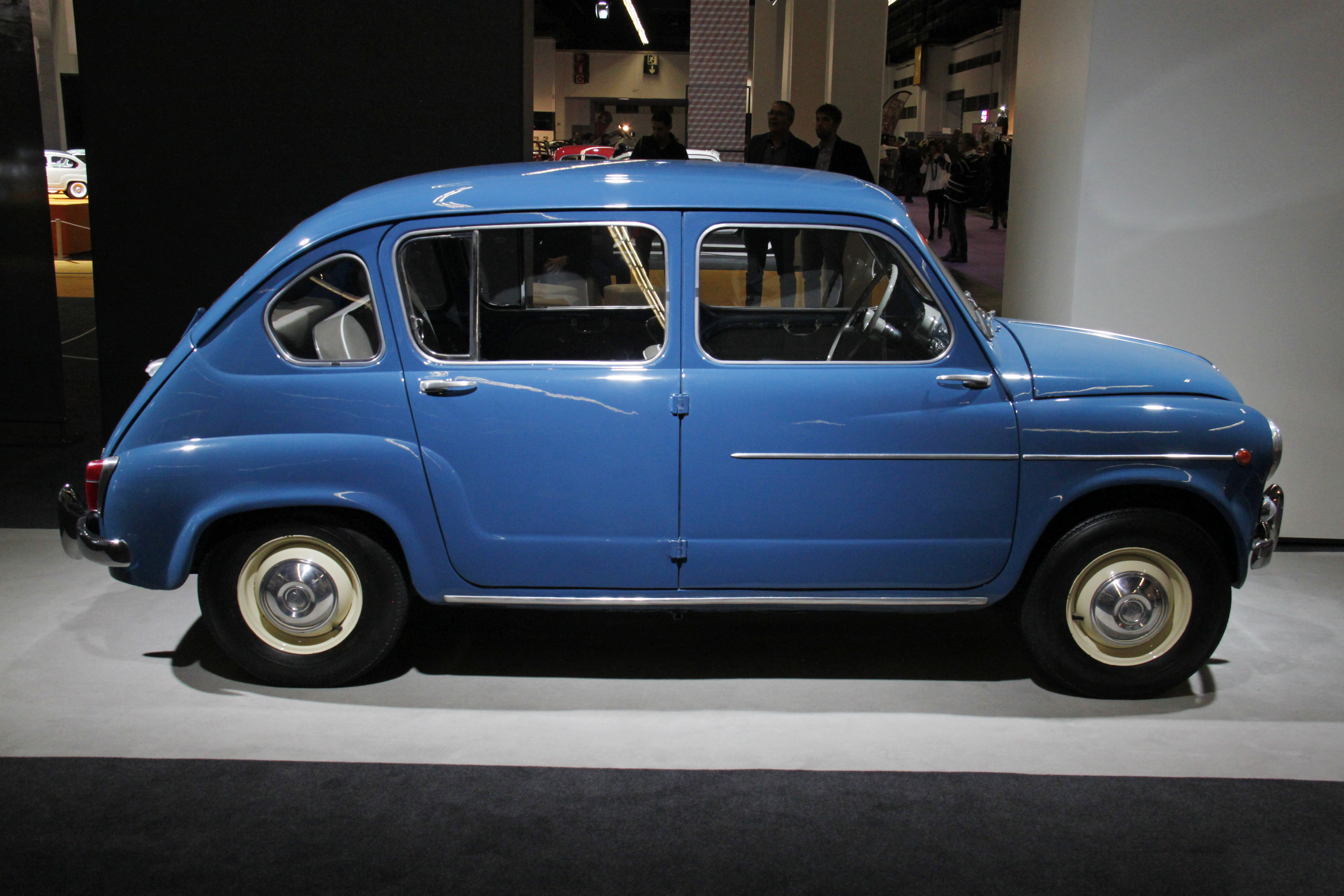
SEAT 800, vista lateral del vehículo, donde se aprecia la diferencia respecto al 600 que caracteriza al modelo, por ser la variante con carrocería de 4 puertas.

El SEAT 800 nace del intento por parte de SEAT de competir con el Citroën 2CV y el Renault 4, ambos automóviles dotados de cuatro prácticas puertas y por lo tanto más versátiles que el pequeño utilitario SEAT 600. La factoría Carrocerías Costa de Tarrasa (Barcelona) fue la encargada de llevar a cabo el proyecto del nuevo automóvil y en 1962 presentó un prototipo que no era otra cosa que un SEAT 600 alargado y dotado de puertas traseras.
El prototipo presentado gustó y la presentación oficial del nuevo modelo se hizo en junio de 1963, en la XXI Feria Internacional de Muestras de Barcelona, usando para ello un segundo prototipo construido durante ese mismo año, incorporando ya los rasgos estéticos y mecánicos del nuevo SEAT 600 D que también se presentaría en el evento. El precio de fábrica del 800 era de 75.000 pesetas en 1964. 
La fabricación en serie del SEAT 800 duró de enero de 1964 a junio de 1967, siendo producidas 18.200 unidades a un ritmo bastante lento, debido principalmente al modo casi artesanal en el que se preparaban. Dicho proceso constaba en cortar las carrocerías desnudas de SEAT 600 que se entregaban desde la factoría de SEAT de la Zona Franca de Barcelona, alargarlas en 18 cm, montar un nuevo techo fabricado en prensa y adaptar manualmente los laterales de la carrocería para alojar las nuevas puertas traseras, también fabricadas en prensa, y las puertas delanteras, que eran las originales del SEAT 600 acortadas en su parte posterior. Una vez la carrocería estaba montada, se pintaba y se entregaba terminada a la SEAT, donde se incorporaba en la cadena de montaje del SEAT 600 para recibir la mecánica, cristales y guarnecidos y finalmente el vehículo ser terminado.
Debido al poco número de ejemplares construidos no era un automóvil fácil de ver en las carreteras españolas, excepto en el servicio de microtaxi, donde tuvieron relativo éxito en ciudades como Madrid, Bilbao o Valladolid.

## El 800 en el presente

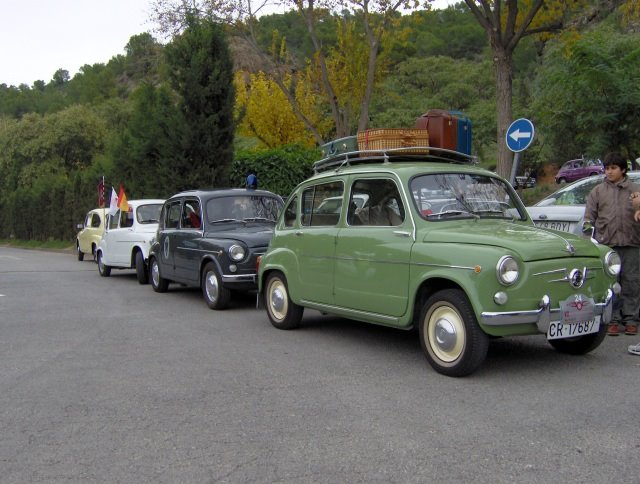
SEAT 800 en la 7ª Concentración Nacional de SEAT 600 y Coetáneos de la Región de Murcia, celebrada el 6 y 7 de diciembre de 2008.

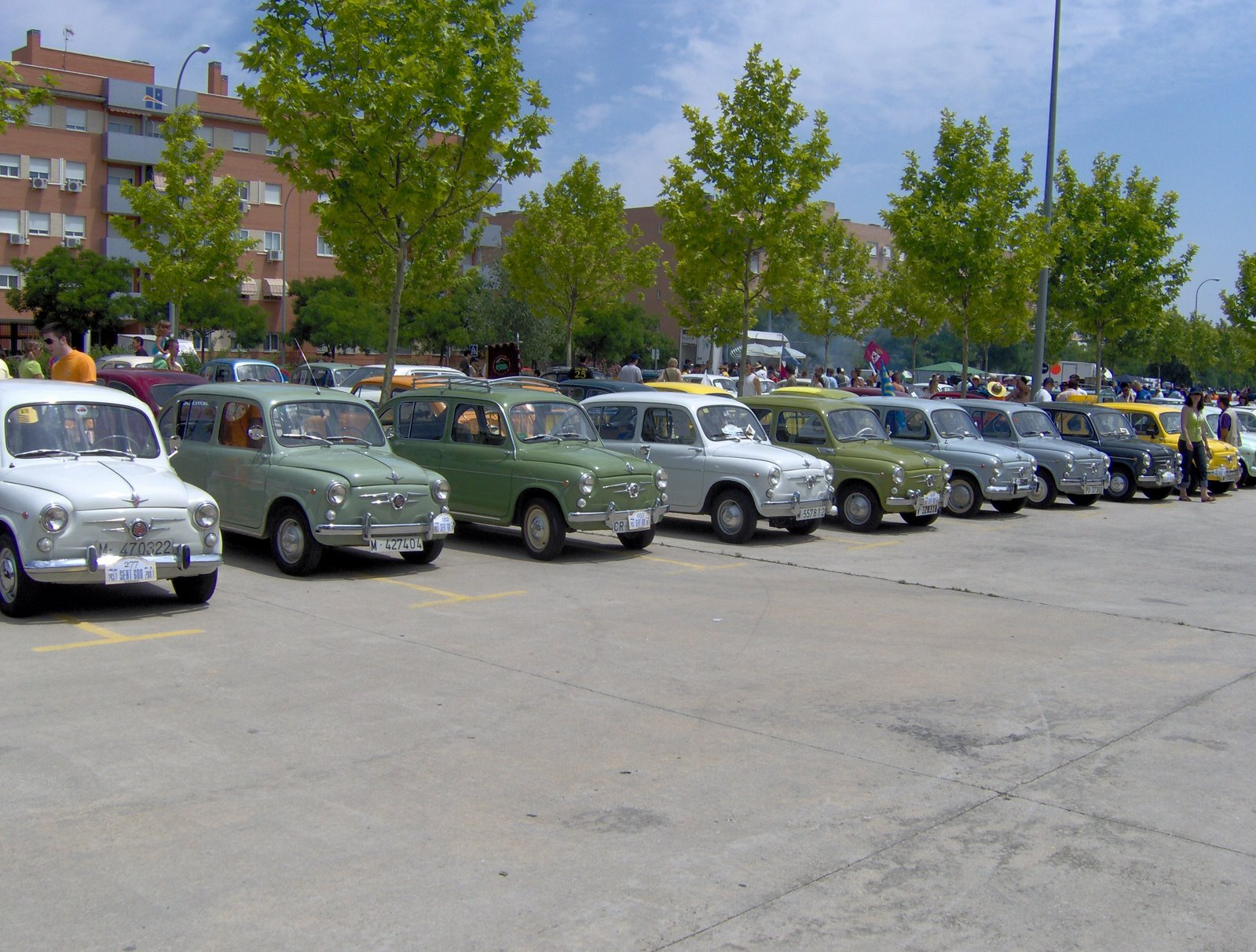
SEAT 800 en la concentración final de la 1.ª Vuelta a España en SEAT 600, por relevos en conmemoración del 50 aniversario. Leganés (Madrid), 24 de junio de 2007.

Hasta la fecha, se han conservado muy pocos SEAT 800, cuyos propietarios restauran con el objetivo de mantenerlos en perfecto orden de marcha. Se estima que solamente se conservan unas 249 unidades del SEAT 800.
En abril de 2009 se formalizó la creación del Club SEAT 800 de España, dedicado a la conservación y promoción de estos escasos vehículos.
Como anécdota, cabe resaltar que Antonio Alcántara, el personaje protagonista de la serie Cuéntame cómo pasó (de Televisión Española) conduce un SEAT 800 verde en su tercera temporada.

## Ficha técnica

### Motor
- Tipo: 4 cilindros en línea, refrigerado por agua
- Posición: trasera longitudinal
- Diámetro x carrera: 62 x 63,5 mm
- Cilindrada: 767 cm³
- Relación de compresión: 7,5:1
- Distribución: árbol de levas lateral movido por cadena, válvulas en cabeza movidas por varillas y balancines
- Alimentación: por carburador Bressel 28 ICP-1 (o Solex 28 PIB) y bomba mecánica de gasolina
- Potencia: 29 CV SAE a 4800 rpm
- Par máximo: 5,2 mkg SAE a 2500 rpm

### Transmisión
- Tracción: trasera
- Cambio: manual de cuatro velocidades, con 1.ª sin sincronizar, y marcha atrás
- Desarrollos: 6,08 km/h en 1.ª, 10,04 en 2ª, 15,46 en 3ª y 23 km/h en 4ª a 1000 rpm
- Embrague: monodisco en seco, con mando por cable

### Bastidor
- Suspensión delantera: independiente, por brazos transversales, con ballestón transversal y *amortiguadores hidráulicos telescópicos.
- Suspensión trasera: independiente de semiejes oscilantes, con muelles helicoidales y amortiguadores *hidráulicos telescópicos,
- Frenos: delanteros y traseros de tambor.
- Dirección: de tornillo sinfín y sector helicoidal, con 3 vueltas de volante.
- Llantas: de chapa, en medida 3,5 × 12
- Neumáticos: de diagonal, en medida 5,20 - 12.

### Carrocería
- Diseño: Urbano de cuatro puertas y cuatro plazas
- Largo, ancho, alto y batalla: 3475 × 1380 × 1350 × 2180 mm
- Vías delanteras y traseras: 1150/1160 mm
- Depósito de combustible: 27 l
- Peso: 735 kg

### Prestaciones
- Velocidad máxima: 108 km/h.
- Consumo medio: 8 L/100 km.